# Lojo prosteri

Karta över Lojo prosteri.

Lojo prosteri (fin. Lohjan rovastikunta) är ett evangelisk-lutherskt prosteri i Esbo stift i Finland. Lojo församlings kyrkoherde Juhani Korte fungerar som kontraktsprosten i Lojo prosteri.
Ett stift är indelat i prosterier enligt Domkapitlets beslut. I prosteriet finns en kontraktsprost som väljs bland kyrkoherdarna och kaplanerna i prosteriets församlingar. Prosteriet sköter bland annat en del av förvaltningen och stöder på olika sätt församlingarna i prosteriet.

## Församlingar
Lista över församlingar i Lojo prosteri:
- Hangö finska församling
- Högfors församling
- Lojo församling
- Raseborgs finska församling
- Sjundeå finska församling
- Vichtis församling